# Berezniki
Berezniki (tiếng Nga: Березники) là một thành phố Nga. Thành phố này thuộc chủ thể Perm Krai. Thành phố có dân số 173.077 người (theo điều tra dân số năm 2002. Đây là thành phố lớn thứ 101 của Nga theo dân số năm 2002.

## Thư viện ảnh

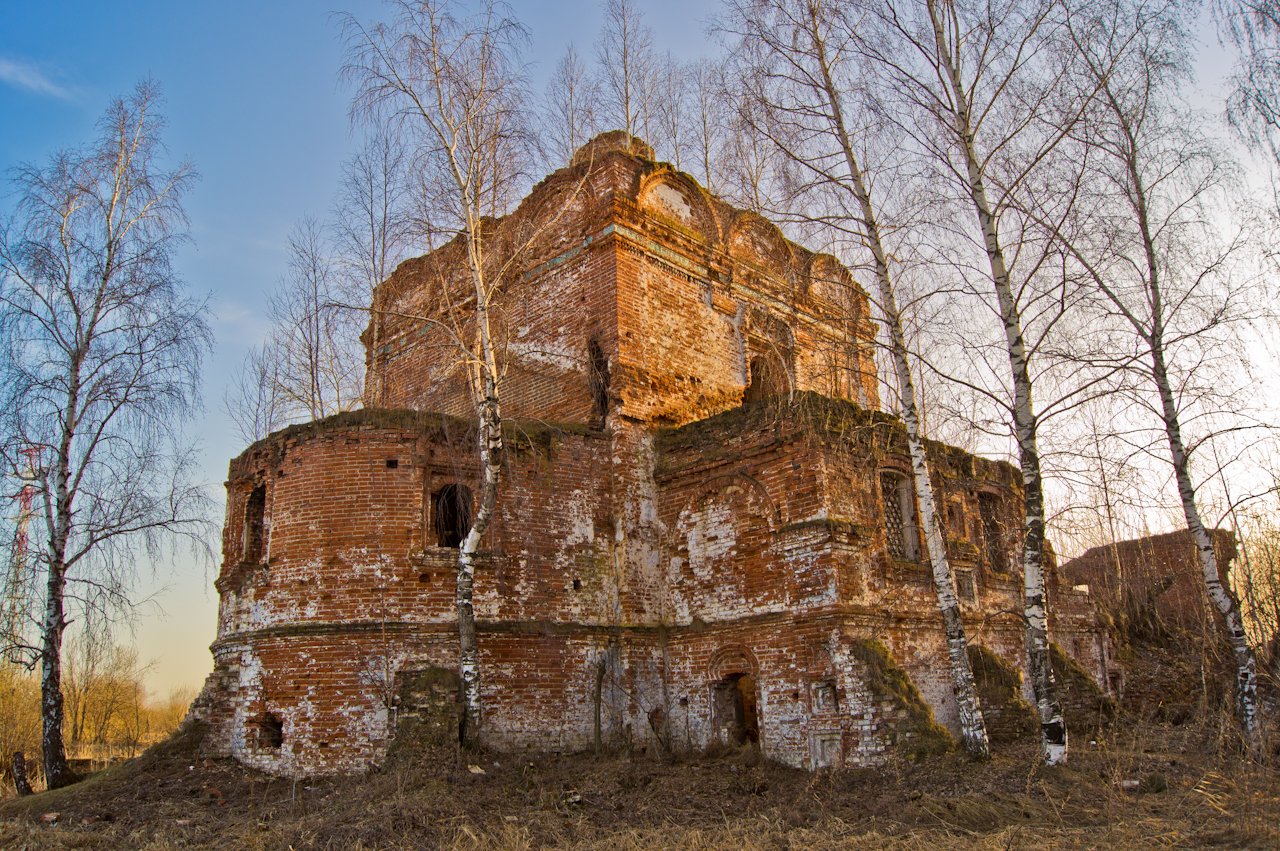
Nhà thờ Trinity
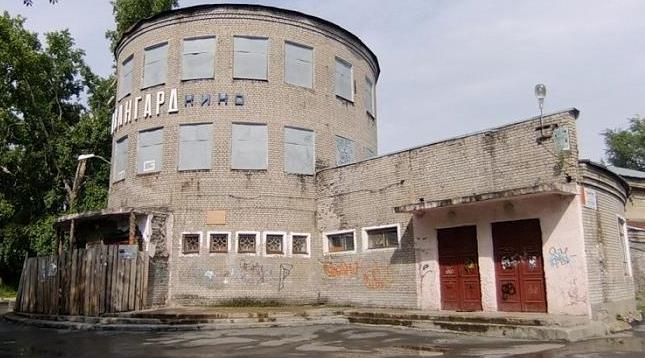
Rạp chiếu phim Avangard
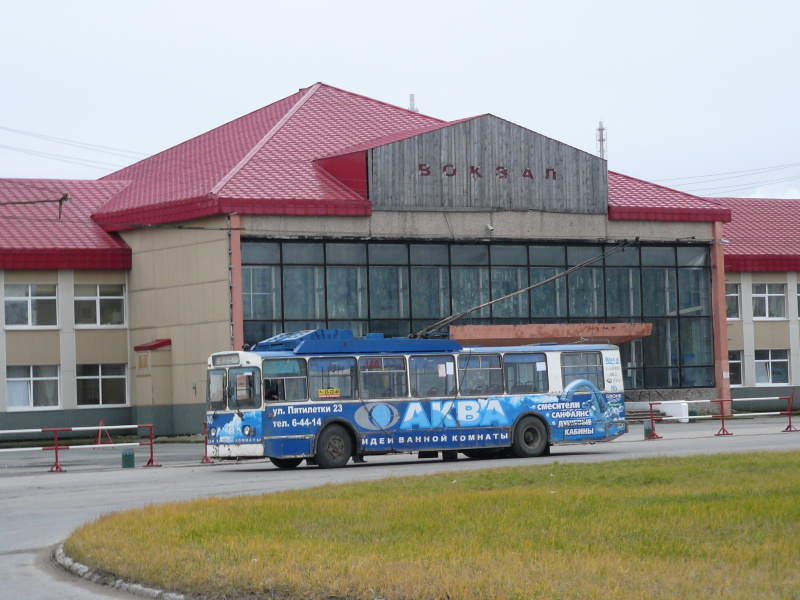
Xe buýt BTZ và ga đường sắt ở Berezniki
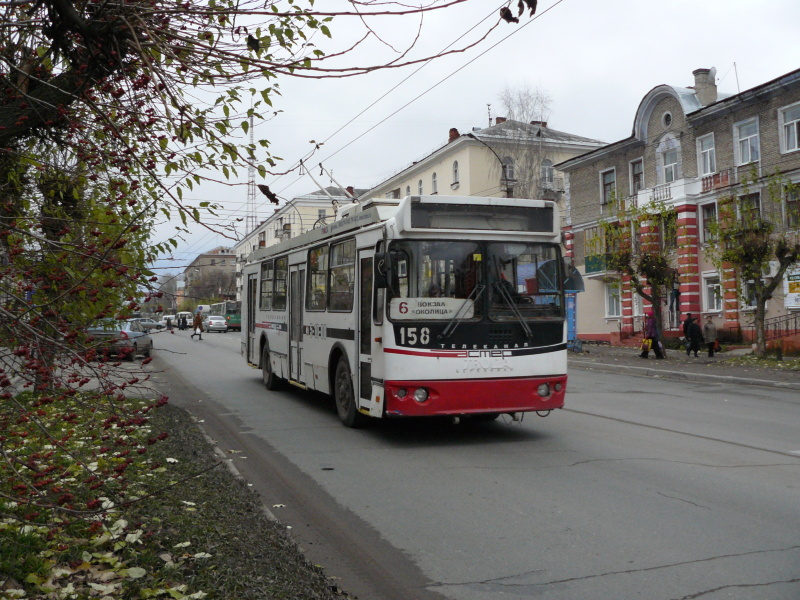
Xe điện Trolza ở Berezniki
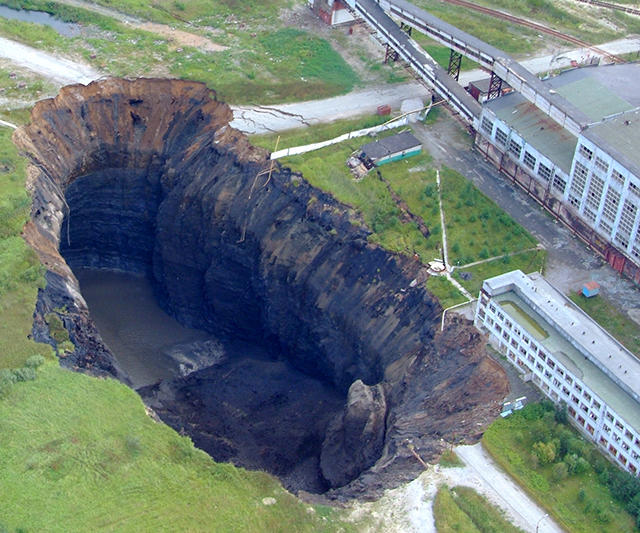
Một hố sụt ở Berezniki tại địa điểm của nhà máy kali
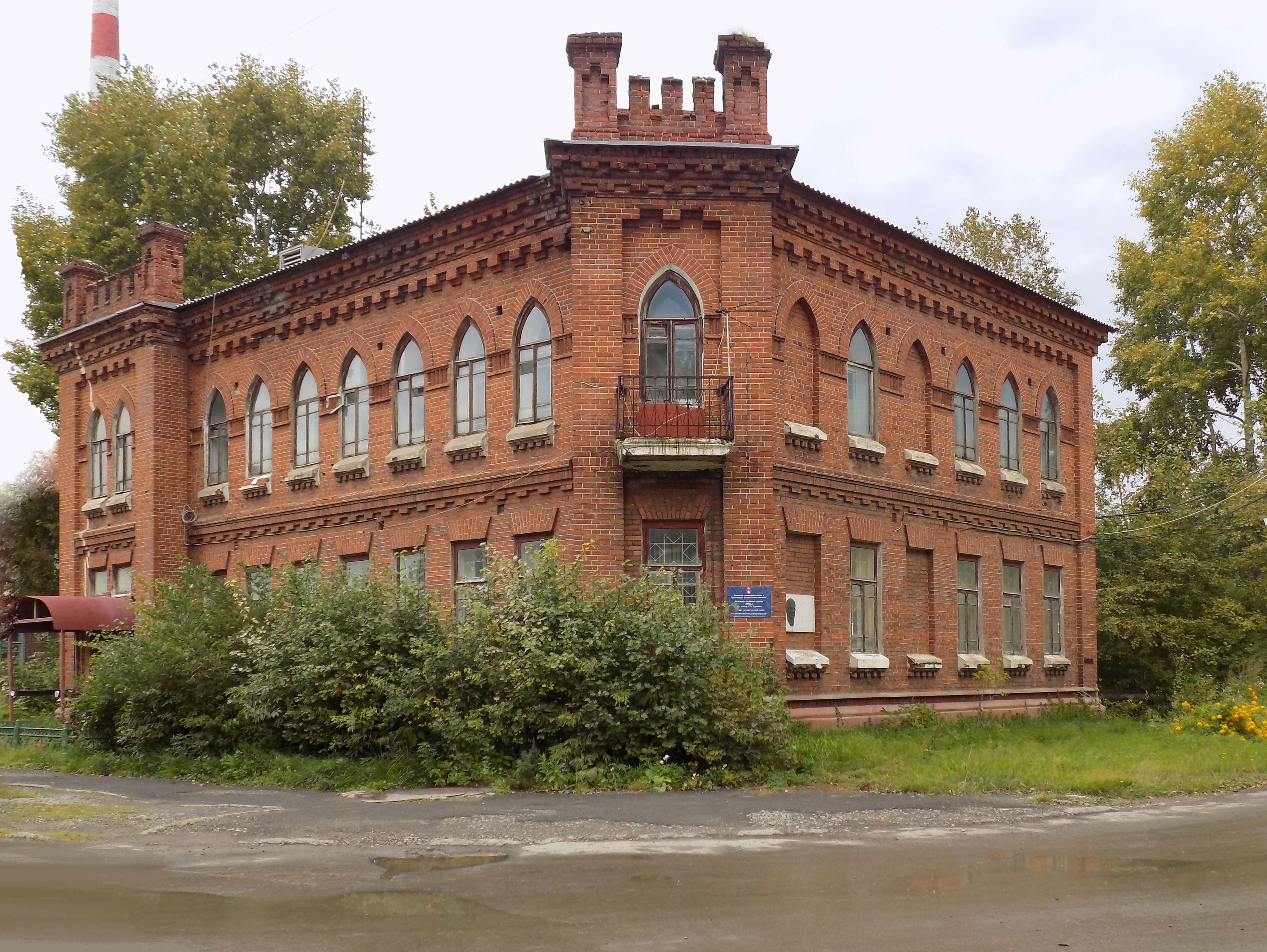
Bệnh viện của một nhà máy